# Taťána Tilschová
Taťána Tilschová, rozená Peřinová (??? – 26. listopadu 1978, tamtéž) byla česká překladatelka z angličtiny a z němčiny.  Často překládala ve spolupráci se svým manželem Emanuelem Tilschem, jemuž byla druhou manželkou.

## Nejvýznamnější překlady
- Joseph Altsheler: Poslední náčelník, 1975.
- Joseph Altsheler: Strážci pralesa, 1974.
- Joseph Altsheler: Zlato Apačů, 1977.
- Louis Bromfield: Paní Parkingtonová, společně s Emanuelem Tilschem, 1970.
- James Oliver Curwood: Barí, syn Kazanův, společně s Emanuelem Tilschem, 1973.
- Charles Dickens: Ponurý dům, společně s Emanuelem Tilschem, 1980.
- Charles Dickens: Starožitníkův krám, společně s Emanuelem Tilschem, 1976.
- Daphne du Maurier: Zlatý hrad, společně s Emanuelem Tilschem, 1973.
- Karel May: Vinnetou, společně s Emanuelem Tilschem, 1976.
- Clara Reevová: Starý anglický baron, společně s Emanuelem Tilschem, 1970.
- John Steinbeck: Zlatý pohár, společně s Emanuelem Tilschem, 1972.
- Horace Walpole: Otrantský zámek, společně Emanuelem Tilschem, 1970.